# カルノフ
『カルノフ』(KARNOV)は、1987年にデータイーストが発売したアーケードゲーム。ジャンルは横スクロールアクションゲームである。また、同作品の主人公および同社作品に登場するキャラクター。

## 概要
プレイヤーは主人公カルノフを操り、各面をクリアして宝の地図の破片を集める。口からの火炎攻撃のほか、マジックアイテムを入手して様々な特殊効果が使える。
カルノフはゲーマデリック『ラップ de カルノフ』において「マンボズボンを履いた太ったおじさん」と説明されている。
カルノフのフルネームは、ジンボロフ・カルノフスキー (Jinborov Karnovski)で、当時のデータイーストの常務だった神保という人物がモデルだったとされ、ナムコから販売されたファミコン版の説明書でカルノフのフルネームが公開されるや否や、その常務は烈火の如く怒り狂ったと当時の社員だった斉藤幸一は述べている。

## ゲーム内容

### システム
1レバー、3ボタン。ボタンは攻撃、ジャンプ、アイテム使用。レバーで左右に移動し、梯子がある場合はレバーを上下に入れることで上り下りができる。攻撃は進行方向の左右のみ。ジャンプ中でも攻撃可能。アイテムはレバーを左右に入れることで画面下部のカーソルが移動するので、使いたいアイテムが点滅している時にボタンを押すことで使用可能。
敵との接触や弾を受けるとミスとなる。ミスした場合は面の進行度合いに応じて特定の位置まで戻される。この際、ストックしていたアイテムは消えずに残るがパワーアップは全て消失する。残り人数がなくなるとゲームオーバー。ファミリーコンピュータ版では敵の攻撃を受けると体色が青くなり、その状態で攻撃を受けるとミスになるよう変更された。
全体的に非常にもっさりした動作のため、機敏な動きで敵を軽快に避けるということはできない。歩いている時には必ず足音が鳴る。

### アイテム
アイテムは決まった場所に設置されており、取るとすぐに効果があるものと、スタックして任意のタイミングで使うものがある。赤い玉とマーク以外はスタックとなる。
赤い玉
ショットがパワーアップする。1つ取ると2連ショットとなり、正面と若干上がカバーされる。2つ取ると3連ショットとなる。単純に攻撃力が倍加されるため、ボスなどに接近して撃ち込んで短期戦に持ち込む場合、パワーアップは必要不可欠となる。
青い玉
ファミリーコンピュータ版のみのアイテム。体色が青くなった際にこれを取ると回復する。体色が青い状態では配置された赤い玉が全て青い玉に変わる。
Kマーク
50個集めるとカルノフが一人増える。死んでも0にならない。
靴
移動速度が大幅にアップしジャンプ高度も増すが、ジャンプ速度は変わらない。
梯子
好きな場所で梯子を発生させることができる。梯子は下りた時にレバーを入れることで、回収し再スタックが可能。
爆弾
行く手を塞ぐ木や、壁などを破壊できる。
ブーメラン
一度しか使えないが、高威力を誇るブーメランを放つ。ブーメランはボス敵でさえも貫通する。使うとショットのレベルがリセットされる。
火炎
アーケード版のみのアイテム。攻撃力の高い炎を30発撃てるようになる。使うとショットのレベルがリセットされる。
マスク
隠れたアイテムが見えるようになる。アイテムが隠れている場所に行くとアイテム欄が光り、この時に使用すると隠れたアイテムが出現するという仕組み。決まった場所でしか使えないうえ、1つしか持てない。
羽根
カルノフに羽根が生え、一定時間空中移動が可能になる。
トロッコ
アーケード版のSCENE4のみ使用できるアイテム。線路上で使用するとトロッコに乗って高速移動する。敵を轢き倒す事も可能。
水中マスク
SCENE5のみ使用できるアイテム。水中での移動速度が上昇する。水から上がると効果を失う。
盾
ファミリーコンピュータ版のみのアイテム。盾を構えて正面から受けた敵弾を数回防げるが、背後からの攻撃は防げない。
神の怒り
ファミリーコンピュータ版のみのアイテム。使用すると上から降ってきた棘付きの球体が爆発し、画面全体に無数の弾が拡散して画面内のザコ敵を一掃する。
宝の地図
アーケード版のみのアイテム。ボスを倒すと出現し、入手するとステージクリアとなる。出現した時点で画面内の敵や敵弾などは消滅する。

## 設定

### ストーリー
宝の地図を手に入れたカルノフは財宝を手に入れる為、各地の怪物たちと戦い地図を完成させていく。
※アーケード版

平和なクリアミナ王国に邪悪な魔物たちを率いる悪しき魔法使いが攻め込み、王国の平和は崩れ去ってしまった。その様子を嘆いた神は、一人の男に魔物軍団を討ち取るよう命令し、下界へと遣わした。
男の名はカルノフ。人間だった頃に悪行ばかり働いていたため罰を受け、天界の神の召使として転生させられていたのだった。カルノフは自らの罪を償い、自由を得るために魔物軍団に立ち向かう。
※ファミリーコンピュータ版

### ステージ構成
SCENE1 ザムナックの街
SCENE2 遺跡
SCENE3 原野
SCENE4 レシテの洞窟
SCENE5 海
SCENE6 都市
SCENE7 大ピラミッド
SCENE8 森
SCENE9 迷宮

## 敵キャラクター
テッポウ水
壺を持つ半魚人のような姿をした怪物。
SCENE1のボスだが、以降のステージでもザコキャラとして多数登場する。
飛び跳ねながら移動し、壺から水弾を発射してくる。
猛獣使いとライオン
ヒモで繋がれた緑色のライオンとそれを使役する猛獣使いの一組で構成された敵。
連れているライオンの数はアーケード版では2匹、ファミリーコンピュータ版では1匹。
SCENE2のボスだが、SCENE6でもザコキャラとして登場する。
ライオンは弾を撃ち、猛獣使いはナイフを投げて攻撃する。猛獣使いが倒されるとライオンが解き放たれ機動力が増して手ごわくなる。
遅竜
ティラノサウルスのような姿をした怪物。SCENE3、5、8のボスだが、アーケード版ではSCENE7、SCENE9のザコキャラとしても登場する。
頭にしか攻撃が効かないうえに耐久力が高く、口から大量の火球を発射してくる。
アーケード版のSCENE3ではギドラとコンビで、アーケード版のSCENE5では二体で登場する。
ギドラ
名前の通りキングギドラのような姿をした金色の三つ首竜。
SCENE3（アーケード版のみ）およびSCENE7のボス。アーケード版ではSCENE7の途中にも登場する。
頭にしか攻撃が効かない上に耐久力が高く、飛び跳ねるような動きで前進しつつ弾を発射する。
発射された弾はアーケード版では着弾地点で8方向へ放射状に拡散する。ファミリーコンピュータ版では拡散しないが、弾を連射してくる。
アーケード版のSCENE3では遅竜とコンビで登場する。
ヘビ女魔
下半身がムカデのように長く大量の足が生えた姿になった女の怪物。SCENE4、6のボス。アーケード版ではSCENE9のザコキャラとしても登場する
頭から弾を撃つほか、身体を伸ばして立ち上がる事で上部から撃ち降ろしてくる。アーケード版のSCENE6では二体登場する。
アラカタイ
SCENE9に登場する本作の最終ボス。
アーケード版とファミリコンピューター版で容姿や性能が全く異なるが、このボス戦中のみ全アイテムが使用不能になり、ショットのパワーアップがリセットされるのは共通。
アーケード版ではローブを纏い杖を持った人型。
部屋の左右と中央上部の足場に現れ、16方向へ放射状に弾を発射しつつカルノフ狙いの弾を一発発射した後、他の足場へテレポートする。
先述の通り出現した時点でアイテムが使用不能になるが、出現前に投げたブーメランを当てる事は可能。
ファミリーコンピュータ版では二本角を持つ蛇あるいはドラゴンのような姿の怪物。
やはり部屋の左右と中央上部に穴があり、そこから首を伸ばしたのち火球を吐いて攻撃してくる。
穴から現れる直前に眼球が光る為、出現する穴を予測して対処する事が可能。

## 移植版
| No. | タイトル | 発売日                   | 対応機種                | 開発元                 | 発売元                   | メディア                         | 型式       | 売上本数 | 備考               |
| --- | -------- | ------------------------ | ----------------------- | ---------------------- | ------------------------ | -------------------------------- | ---------- | -------- | ------------------ |
| 1   | カルノフ | 1987年12月18日 1988年1月 | ファミリーコンピュータ  | データイースト 酒田SAS | ナムコ データイースト    | 1.5メガビットロムカセット        | NES-KV-USA | -        |                    |
| 2   | Karnov   | 1987年                   | PC booter PC/AT互換機   | Quicksilver Software   | データイースト           | フロッピーディスク               | -          | -        |                    |
| 3   | Karnov   | 1988年                   | Amstrad CPC ZX Spectrum | Software Studios       | Electric Dreams Software | フロッピーディスク               | -          | -        |                    |
| 4   | Karnov   | 1988年                   | コモドール64            | Mr. Micro              | アクティビジョン         | フロッピーディスク               | -          | -        |                    |
| 5   | Karnov   | 1989年                   | Classic Mac OS          | Technology Works       | データイースト           | フロッピーディスク               | -          | -        |                    |
| 6   | カルノフ | 2020年3月27日            | Windows                 | データイースト         | D4エンタープライズ       | ダウンロード （プロジェクトEGG） | -          | -        | アーケード版の移植 |
| 7   | カルノフ | 2020年9月15日            | Windows                 | データイースト 酒田SAS | D4エンタープライズ       | ダウンロード （プロジェクトEGG） | -          | -        | ファミコン版の移植 |

日本国外PC版
ダチョウのような生物に乗ったスケルトンや、火を吐く食人草などが追加されている。アイテム欄が下にある。発売はデータイーストの現地法人が行った。
ファミリーコンピュータ版
発売はナムコ。2ポイントのライフ制になっている。裏技でコンティニュー（2回まで）、ステージセレクトが可能になっている。
LCDゲーム版
開発は米国タイガー・エレクトロニクス。日本での輸入販売はセガ。セガ・ゲームビジョンシリーズとして「セガカルノフ」のタイトルで発売。

## 評価
アーケード版
1998年にそれまで発売されていたアーケードゲーム全てを対象に行われたゲーメストムック『ザ・ベストゲーム2』では「一風かわった濃いゲーム」に選定され、「（主人公に関して）どう控えめに見ても『スキンヘッドの太ったおじさん』。しかもエンディングでは、宝の山に囲まれてウハウハするという神の使いにあるまじき欲深き一面を見せてくれる。当時のプレイヤー達は誰しも『なんなんだコイツは？』と思ったはずだ」、「岩を投げつけてくる石人間や中ボスとして現れる猛獣使いなど、存在の必然性が感じられないキャラクター達が次々と襲いかかってくる様は、当時のプレイヤー達に絶大なインパクトを与えたに違いない」、「ゲーム性は口から吹き出すファイヤーボールで敵を倒しながら、多種多様なアイテムを使って進んでいくといった完成度の高い純然たるアクションゲームだったといえる」と紹介されている。
ファミリーコンピュータ版
ゲーム誌『ファミリーコンピュータMagazine』の読者投票による「ゲーム通信簿」での評価は以下の通りとなっており、18.38点（満30点）となっている。同誌1991年5月10日号特別付録の「ファミコンロムカセット オールカタログ」では、「一定時間内にボスを倒せばクリアという単純なシステムだが、敵は非常に強い。純粋なアクションゲームだ」と紹介されている。
| 項目 | キャラクタ | 音楽 | 操作性 | 熱中度 | お買得度 | オリジナリティ | 総合  |
| 得点 | 3.29       | 3.00 | 3.13   | 3.01   | 3.04     | 2.91           | 18.38 |

## 関連作品
後に発表されたデータイースト製のゲーム作品に主に敵キャラクターとして度々登場している。役柄は様々で、雑魚キャラクターとして大量に登場することもあれば、何の必然性もなくボスをしていることもある。ゲームタイトルの看板やポスター等の形で登場することもある。
- 『チェルノブ』（1988年） 
「チェルノブはカルノフの従弟」という設定。ただし本当なのか後付けなのかは不明。
- 『ドラゴンニンジャ』（1988年）
1面ボスとして登場。5面・7面にも草餅色のカルノフ（攻略本ではゾンビと名付けられている）が登場。
- 『シークレットエージェント』（1989年）
ステージボスの一人として「カルノフ坂田」の名で登場。カルノフポスターもいたるところに存在する。
余談だが、映画「ロボコップ2」にはこの作品の北米バージョン(en:sly spy)が登場する場面が存在するが、丁度このカルノフポスターが映り込んでいる。
- 『トリオ・ザ・パンチ』（1990年）
主に雑魚キャラクターとして大量に出現。毒々しい色の者、潜水具を付けた者、仕掛けた爆弾で自滅する者など、様々なバリエーションで登場する。
- 『ファイターズヒストリー』（1993年）
最終ボス。続編の『ファイターズヒストリーダイナマイト』（1994年）では、日本国外名「KARNOV'S REVENGE」としてタイトルにも昇格。なお『溝口危機一髪！！』ではチェルノブが最終ボスを務めている。
  - 『ファイターズヒストリー』シリーズでの技
    - ファイヤーボール
飛び道具、口から吹いた炎で炎の玉を一瞬で作りつつ跳ね飛ばす。
    - ファイヤーブレス
飛び道具の一種で、大きな炎を口から吹くが飛ばない。上段と下段があり、使いようによっては対空技としても機能する。
    - スーパー100キック
ものすごいスピードで相手に飛びつつ詰め寄りながら無数の連続蹴りを繰り出す技。連続技の〆としても使える。
    - バルーンアタック
空中で使える技で、空気を大きく吸った瞬間に腹を風船のごとく大きく膨らませて相手を押しつぶす、あるいは体当たりする技。技の発動中はそのまま移動が可能で、相手を端に詰めているときに使えばある程度は体力を削れる。空中技の割には技後の硬直が短いので、そのまま地上での連続技に繋げられる技でもある。
    - はしご蹴り
『溝口危機一髪』（1995年）で追加された技で、対空系の斜め飛び蹴り。見た目は連続回し蹴り（回し蹴り、後ろ回し蹴りと続く）のようである。

  - ある技中にスライディングをすると高速ワープをするバグ技があり「カルノフワープ」と呼ばれており、この技を使用している様子が、『ダイナマイト』の全国大会を収録したDVDに特典として収録されている。
- 『ヘラクレスの栄光IV 神々からの贈り物』（1994年）
カルノフをモデルにした「ガルノー」というキャラクターが登場、乗り移りも可能である。